# Campeonato Europeo de Waterpolo Masculino de 1995
El XXII Campeonato Europeo de Waterpolo Masculino se celebró en Viena (Austria) entre el 18 y el 27 de agosto de 1995, bajo la organización de la Liga Europea de Natación (LEN) y en el marco de los Campeonatos de Europa de Natación de ese mismo año.

## Países participantes
| Grupo A      | Grupo B | Grupo C  | Grupo D  |
| ------------ | ------- | -------- | -------- |
| España       | Austria | Bulgaria | Alemania |
| Países Bajos | Croacia | Rumania  | Grecia   |
| Ucrania      | Hungría | Rusia    | Italia   |

## Primera fase

### Grupo A
| Equipo       | J | G | E | P | GF | GC | DG | PTS |
| ------------ | - | - | - | - | -- | -- | -- | --- |
| España       | 2 | 2 | 0 | 0 | 17 | 12 | +5 | 4   |
| Ucrania      | 2 | 1 | 0 | 1 | 16 | 14 | +2 | 2   |
| Países Bajos | 2 | 0 | 0 | 2 | 13 | 20 | -7 | 0   |

| Ucrania      | 6 – 7  | España       |
| Países Bajos | 6 – 10 | España       |
| Ucrania      | 10 – 7 | Países Bajos |

### Grupo B
| Equipo  | J | G | E | P | GF | GC | DG  | PTS |
| ------- | - | - | - | - | -- | -- | --- | --- |
| Hungría | 2 | 2 | 0 | 0 | 31 | 5  | +26 | 4   |
| Croacia | 2 | 1 | 0 | 1 | 31 | 13 | +18 | 2   |
| Austria | 2 | 0 | 0 | 2 | 2  | 46 | -44 | 0   |

| Hungría | 20 – 0 | Austria |
| Croacia | 26 – 2 | Austria |
| Hungría | 11 – 5 | Croacia |

### Grupo C
| Equipo   | J | G | E | P | GF | GC | DG  | PTS |
| -------- | - | - | - | - | -- | -- | --- | --- |
| Rusia    | 2 | 2 | 0 | 0 | 28 | 15 | +13 | 4   |
| Bulgaria | 2 | 0 | 1 | 1 | 14 | 18 | -4  | 1   |
| Rumania  | 2 | 0 | 1 | 1 | 9  | 18 | -9  | 1   |

| Rusia    | 14 – 10 | Bulgaria |
| Bulgaria | 4 – 4   | Rumania  |
| Rumania  | 5 – 14  | Rusia    |

### Grupo D
| Equipo   | J | G | E | P | GF | GC | DG | PTS |
| -------- | - | - | - | - | -- | -- | -- | --- |
| Italia   | 2 | 2 | 0 | 0 | 19 | 13 | +6 | 4   |
| Alemania | 2 | 1 | 0 | 1 | 15 | 18 | -3 | 2   |
| Grecia   | 2 | 0 | 0 | 2 | 15 | 18 | -3 | 0   |

| Italia   | 9 – 7  | Grecia   |
| Alemania | 6 – 10 | Italia   |
| Grecia   | 8 – 9  | Alemania |

## Segunda fase

### Grupo 1
| Equipo   | J | G | E | P | GF | GC | DG  | PTS |
| -------- | - | - | - | - | -- | -- | --- | --- |
| Hungría  | 3 | 3 | 0 | 0 | 45 | 30 | +15 | 6   |
| Alemania | 3 | 2 | 0 | 1 | 33 | 33 | 0   | 4   |
| España   | 3 | 1 | 0 | 2 | 36 | 28 | +8  | 2   |
| Bulgaria | 3 | 0 | 0 | 3 | 17 | 39 | -22 | 0   |

| Alemania | 10 – 5  | Bulgaria |
| Hungría  | 13 – 11 | España   |

| Hungría | 14 – 7  | Bulgaria |
| España  | 10 – 11 | Alemania |

| Hungría | 18 – 12 | Alemania |
| España  | 15 – 5  | Bulgaria |

### Grupo 2
| Equipo  | J | G | E | P | GF | GC | DG  | PTS |
| ------- | - | - | - | - | -- | -- | --- | --- |
| Italia  | 3 | 2 | 1 | 0 | 32 | 24 | +8  | 5   |
| Croacia | 3 | 1 | 2 | 0 | 29 | 23 | +6  | 4   |
| Rusia   | 3 | 1 | 1 | 1 | 30 | 26 | +4  | 3   |
| Ucrania | 3 | 0 | 0 | 3 | 23 | 41 | -18 | 0   |

| Croacia | 14 – 8 | Ucrania |
| Italia  | 11 – 9 | Rusia   |

| Rusia  | 7 – 7  | Croacia |
| Italia | 13 – 7 | Ucrania |

| Italia | 8 – 8  | Croacia |
| Rusia  | 14 – 8 | Ucrania |

## Fase final
|  | Semifinales | Semifinales |    |         | Final        | Final |  |
|  |             |             |    |         |              |       |  |
|  |             |             |    |         |              |       |  |
|  |             |             |    |         |              |       |  |
|  | Hungría     | 11          |    |         |              |       |  |
|  | Croacia     | 8           |    |         |              |       |  |
|  |             |             |    |         |              |       |  |
|  |             |             |    |         |              |       |  |
|  |             |             |    |         | Hungría      | 8     |  |
|  |             | Italia      | 10 |         |              |       |  |
|  |             |             |    |         |              |       |  |
|  |             |             |    |         |              |       |  |
|  |             |             |    |         | Tercer lugar |       |  |
|  |             |             |    |         |              |       |  |
|  | Italia      | 10          |    | Croacia | 10           |       |  |
|  | Alemania    | 9           |    |         | Alemania     | 11    |  |

## Medallero
|        |         |          |
| Italia | Hungría | Alemania |

## Estadísticas

### Clasificación general
| 1. Italia        |
| 2. Hungría       |
| 3. Alemania      |
| 4. Croacia       |
| 5. España        |
| 6. Rusia         |
| 7. Ucrania       |
| 8. Bulgaria      |
| 9. Grecia        |
| 10. Países Bajos |
| 11. Rumania      |
| 12. Austria      |

- Datos: Q1040786